# Strzelectwo na Letnich Igrzyskach Olimpijskich 2016 – skeet (mężczyźni)
Skeet mężczyzn – konkurencja rozegrana w dniach 12–13 sierpnia 2016 roku podczas letnich igrzysk w Rio de Janeiro.
W kwalifikacjach wystąpiło 32 zawodników. Każdy z nich miał pięć serii po 25 strzałów (razem 125). Sześcioro z najwyższymi wynikami awansowało do półfinału.
W półfinale każdy z uczestników miał do dyspozycji 25 strzałów. Walka o medale toczyła się parami, które zostały ustalone według wyników poszczególnych olimpijczyków. Pierwszy z drugim walczyli o zwycięstwo, a trzeci z czwartym rywalizowali o brązowy medal.
Złoty medal zdobył Włoch Gabriele Rossetti, srebrny – Szwed Marcus Svensson, a brązowy – Kuwejtczyk występujący pod flagą olimpijską Abdullah Al-Rashidi.

## Terminarz
| Data             | Godzina |                        |
| ---------------- | ------- | ---------------------- |
| 13 sierpnia 2016 | 14:30   | Kwalifikacje           |
| 14 sierpnia 2016 | 14:30   | Kwalifikacje           |
| 14 sierpnia 2016 | 20:00   | Półfinał               |
| 14 sierpnia 2016 | 20:15   | Pojedynek o 3. miejsce |
| 14 sierpnia 2016 | 20:25   | Finał                  |

## Rekordy
Rekordy świata i olimpijskie przed rozpoczęciem zawodów:
Runda kwalifikacyjna – 125 strzałów
| WR | Valerio Luchini | 125 | Pekin | 9 lipca 2014 |
| OR | –               | –   | –     | –            |

## Wyniki
Źródło:

### Kwalifikacje
| Pozycja | Zawodnik              | Reprezentacja                   | Wynik    | Uwagi |
| ------- | --------------------- | ------------------------------- | -------- | ----- |
| 1       | Abdullah Al-Rashidi   | Niezależni sportowcy olimpijscy | 123      | Q     |
| 2       | Marcus Svensson       | Szwecja                         | 123      | Q     |
| 3       | Stefan Nilsson        | Szwecja                         | 122      | Q     |
| 4       | Mykoła Milczew        | Ukraina                         | 122      | Q     |
| 5       | Gabriele Rossetti     | Włochy                          | 121 (12) | Q     |
| 6       | Jesper Hansen         | Dania                           | 121 (12) | Q     |
| 7       | Éric Delaunay         | Francja                         | 121 (11) |       |
| 8       | Anthony Terras        | Francja                         | 121 (3)  |       |
| 9       | Mairaj Ahmad Khan     | Indie                           | 121 (3)  |       |
| 10      | Keith Ferguson        | Australia                       | 120      |       |
| 11      | Azmy Mehelba          | Egipt                           | 120      |       |
| 12      | Anton Astachow        | Rosja                           | 119      |       |
| 13      | Efthimios Mitas       | Grecja                          | 119      |       |
| 14      | Dainis Upelnieks      | Łotwa                           | 119      |       |
| 15      | Vincent Hancock       | Stany Zjednoczone               | 119      |       |
| 16      | Andreas Chasikos      | Cypr                            | 118      |       |
| 17      | Saeed Al-Maktoum      | Zjednoczone Emiraty Arabskie    | 118      |       |
| 18      | Michael Maskell       | Barbados                        | 118      |       |
| 19      | Paul Adams            | Australia                       | 118      |       |
| 20      | Saud Habib            | Niezależni sportowcy olimpijscy | 117      |       |
| 21      | Frank Thompson        | Stany Zjednoczone               | 117      |       |
| 22      | Renato Portella       | Portugalia                      | 116      |       |
| 23      | Ralf Buchheim         | Niemcy                          | 116      |       |
| 24      | Luigi Lodde           | Włochy                          | 116      |       |
| 25      | Sebastian Kuntschik   | Niemcy                          | 116      |       |
| 26      | Juan Miguel Rodríguez | Kuba                            | 116      |       |
| 27      | Federico Gil          | Argentyna                       | 116      |       |
| 28      | Franco Donato         | Egipt                           | 115      |       |
| 29      | Saif Bin Futtais      | Zjednoczone Emiraty Arabskie    | 114      |       |
| 30      | Rolandas Kačinskas    | Litwa                           | 112      |       |
| 31      | Nasser Al-Attiya      | Katar                           | 111      |       |
| 32      | Rashid Hamad          | Katar                           | 109      |       |

### Półfinał
| Pozycja | Zawodnik            | Reprezentacja                   | Wynik | Uwagi                           |
| ------- | ------------------- | ------------------------------- | ----- | ------------------------------- |
| 1       | Gabriele Rossetti   | Włochy                          | 16    | Awans do finału                 |
| 1       | Marcus Svensson     | Szwecja                         | 16    | Awans do finału                 |
| 3       | Mykoła Milczew      | Ukraina                         | 15    | Awans do pojedynku o 3. miejsce |
| 4       | Abdullah Al-Rashidi | Niezależni sportowcy olimpijscy | 14    | Awans do pojedynku o 3. miejsce |
| 5       | Jesper Hansen       | Dania                           | 14    |                                 |
| 6       | Stefan Nilsson      | Szwecja                         | 14    |                                 |

### Finał
| Pozycja | Zawodnik          | Reprezentacja | Wynik | Uwagi |
| ------- | ----------------- | ------------- | ----- | ----- |
|         | Gabriele Rossetti | Włochy        | 16    |       |
|         | Marcus Svensson   | Szwecja       | 15    |       |

### Pojedynek o 3. miejsce
| Pozycja | Zawodnik            | Reprezentacja                   | Wynik | Uwagi |
| ------- | ------------------- | ------------------------------- | ----- | ----- |
|         | Abdullah Al-Rashidi | Niezależni sportowcy olimpijscy | 16    |       |
| 4       | Mykoła Milczew      | Ukraina                         | 14    |       |